# 查尔斯·E·美林
查尔斯·爱德华·梅里尔（英語：Charles Edward Merrill，1885年10月19日—1956年10月6日）是美国股票经纪人，银行家，慈善家，和埃德蒙·C·林奇共同创立美林证券公司。（前称Charles E. Merrill＆Co.）

## 早年生活
查尔斯·E·美林是Charles Merrill博士和Octavia Merrill的儿子，出生于佛罗里达州的格林科夫斯普林斯，在那里度过了他的童年。